# Giovanni Ceva
Giovanni Benedetto Ceva (Milánó, 1647. szeptember 1. – Mantova 1734. május 13.) itáliai matematikus, a róla elnevezett tétel felfedezője.

## Élete
Ceva apja, Carlo Francesco Ceva (1610–1690) vagyonos ember volt: ingatlankereskedelemmel foglalkozott, valamint adóügyi hivatalnok volt, aki 1639-ben vette feleségül Paola Columbót. A házasságból nyolc gyermek született: Laura Maria Francesca Elisabetta (1640), Clara Giustina Bonaventura (1642), Iginio Nicolò (1644), Francesco (1645), Giovanni Benedetto (1647), Tommaso (1648), Teresa Francesca (1650) és Cristoforo Vittore (1652).
Ceva a Collegio di Brera nevű jezsuita iskolában tanult Milánóban. Különösen a természettudományok és a matematika, ezeken belül is a geometria és a hidraulika érdekelte.
Az iskola elvégzése után apja példáját követve üzleti karriert kezdett, és különböző városi adminisztratív állásokat töltött be Milánóban, Genovában és Mantovában.

## Matematikai munkája

Ceva tétele

Ceva 1670-ben a Pisai Egyetemre ment, ahol két évig matematikát tanult. Ezután egész életében foglalkozott a matematikával. Egy ideig a körnégyszögesítésen dolgozott (a 17. században még nem volt ismert, hogy ez a probléma megoldhatatlan), majd amikor itt sikertelen volt, egyéb síkgeometriai problémák felé fordult. Újra felfedezte a Menelaosz-tételt, valamint felfedezte a később róla elnevezett Ceva-tételt, amely szerint az {\displaystyle ABC} háromszögben az {\displaystyle AD}, {\displaystyle BE} és {\displaystyle CF} egyenesek akkor és csak akkor metszik egymást egy pontban ({\displaystyle O}), ha
{\displaystyle {\frac {AF}{FB}}\cdot {\frac {BD}{DC}}\cdot {\frac {CE}{EA}}=1}.
Eredményeit 1678-ban a De lineis rectis se invicem secantibus statica constructio című könyvben jelentette meg. 1682-ben jelent meg geometriai és fizikai témájú könyve, az Opuscula mathematica de potentiis obliquis, de pendulis, de vasis et de fluminibus.
1686-ban a matematika professzora lett a Mantovai Egyetemen.

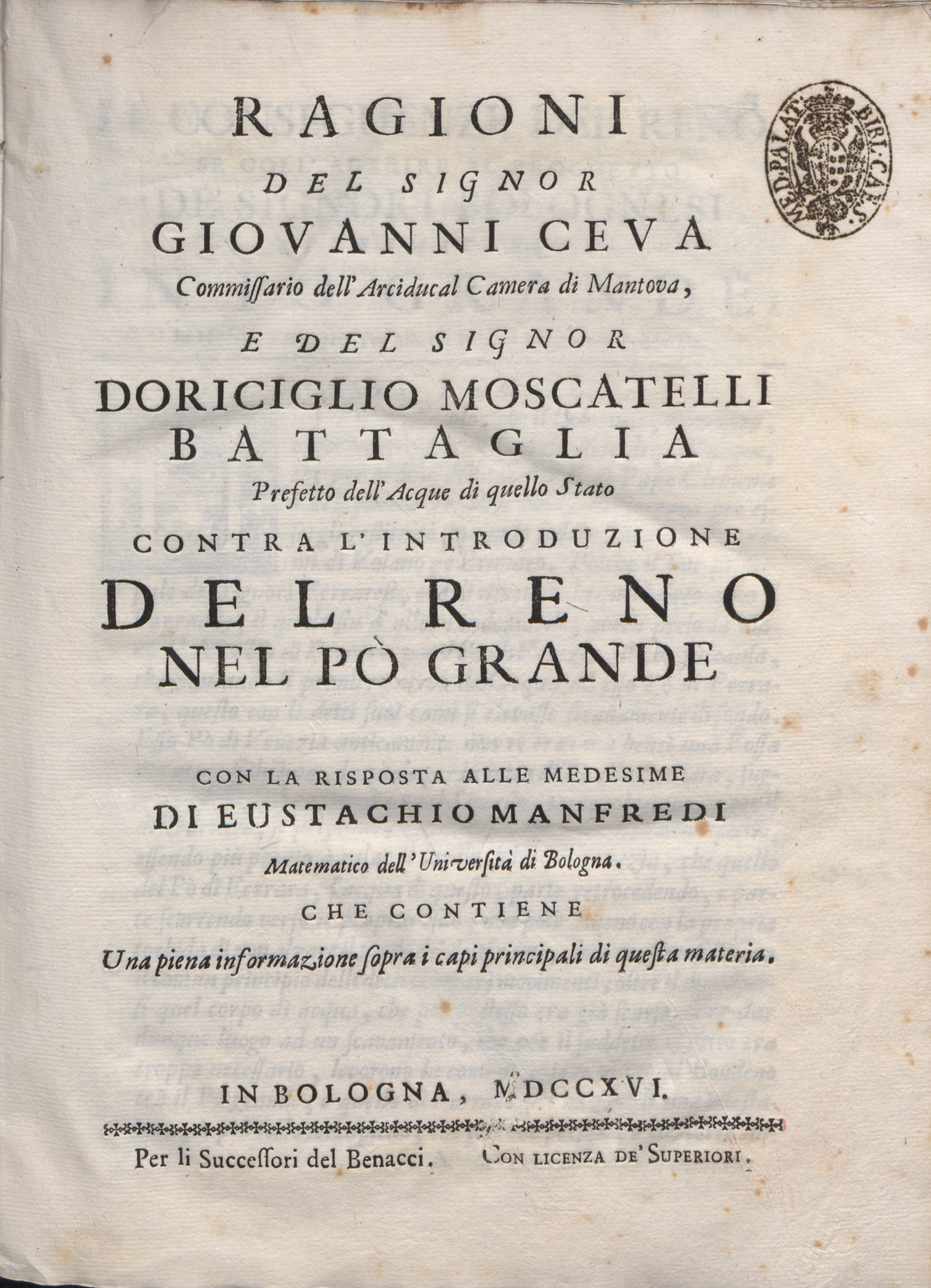
Ragioni [...] contra l'introduzione del Reno nel Pò, 1716
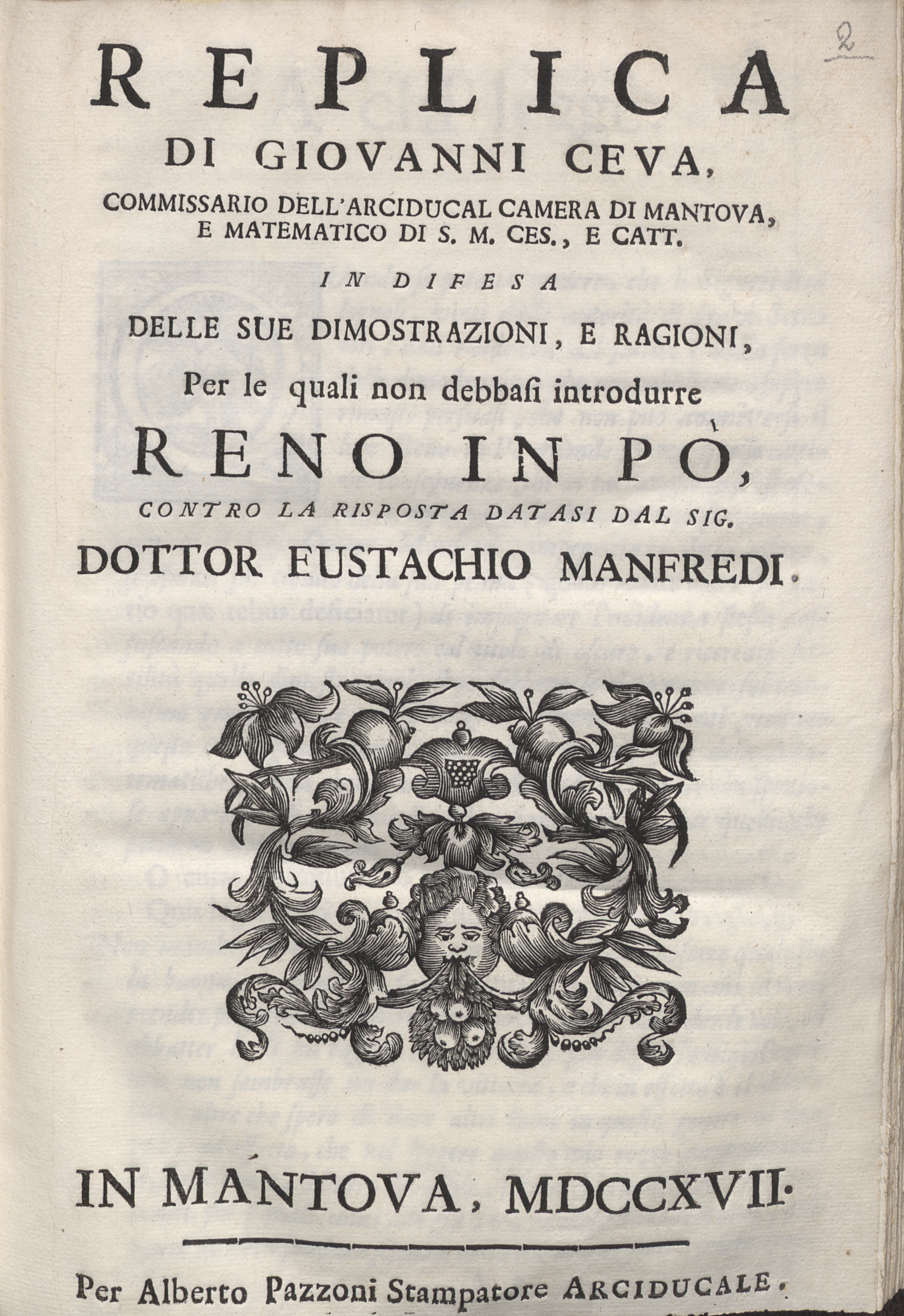
Replica [...] in difesa delle sue dimostrazioni, e ragioni per la quali non debbasi introdurre Reno in Po, 1717